# Artur Buschmann
Artur Buschmann (* 1. Oktober 1895 in Wesel; † 12. November 1971 ebenda) war ein deutscher Maler des Realismus.

## Werdegang
Buschmann stammte gebürtig aus dem Weseler Ortsteil Fusternberg und war der Sohn eines Bürstenbinder- und Pinselmachergesellen. Bereits in seiner Kindheit erwies er sich als talentierter Maler. Nach dem Ende seiner Schulzeit begann er eine Lehre bei einer Druckerei, die er jedoch abbrach. Als Soldat nahm er am Ersten Weltkrieg teil, wurde durch Giftgas schwer verwundet und 1916 nach einem längeren Lazarettaufenthalt aus dem Militärdienst entlassen. Bei der in Wesel sitzenden Verwaltung des Kreises Rees wurde er anschließend zum technischen Zeichner ausgebildet und blieb dauerhaft in diesem Beruf. Er erwarb sich zugleich einen Ruf als Künstler, hatte einige Förderer und Auftraggeber und besuchte zwischen 1919 und 1924 jeweils kurzzeitig zwei Kunstakademien in Karlsruhe und in Breslau. In den 1920er Jahren etablierte er sich in der Düsseldorfer Kunstszene. Um 1930 lebte er wieder in Wesel und wurde zum freiberuflichen Künstler, machte das Malen also zu seinem Haupterwerb. Gemeinsam mit seiner ebenfalls künstlerisch tätigen Ehefrau wurde er dort zum Mitbegründer eines Zusammenschlusses lokaler Künstler.
Expressive Arbeiten Buschmanns entsprachen nicht dem nazistischen Kunstgeschmack, und 1937 wurden in der Nazi-Aktion „Entartete Kunst“ sieben seiner Druckgrafiken aus der Deutschen Graphikschau in Görlitz und der Sammlungen des Wallraf-Richartz-Museums Köln beschlagnahmt und vernichtet.
Ab 1940 lebte und wirkte er mit seiner Familie für einige Zeit in Wien. 1943 wurde er ins Wachpersonal eines Kriegsgefangenenlagers einberufen. In der Endphase des Zweiten Weltkriegs wurde sein Atelier an der Johannisstraße in Wesel zerstört und dadurch ein Großteil seines Bestands vernichtet.
Im Sommer 1946 zog Buschmann mit seiner Familie in das Herrenhaus Isselmannshof im am Weseler Stadtrand gelegenen Lackhausen. In den ersten Nachkriegsjahren wurden seine Werke vermehrt auch überregional ausgestellt und 1951 wurde er mit dem Cornelius-Preis der Stadt Düsseldorf geehrt. In den 1950er Jahren erhielt er eine Vielzahl von Aufträgen durch öffentliche Stellen und bekam eine Professur an der Kunstakademie Düsseldorf angeboten, lehnte dies jedoch aus privaten Gründen ab. Neben seiner Arbeit als Künstler wirkte er in Wesel in verschiedenen künstlerischen und kulturellen Vereinigungen mit. In den 1960er Jahren trat er auch in den Niederrheinischen Künstlerbund in Kleve ein und organisierte in dieser Stadt jährlich eine Ausstellung. 1971 starb er in seinem Weseler Atelier an einem Herzinfarkt. Eine Straße in Wesel-Fusternberg erhielt ihm zu Ehren den Namen Artur-Buschmann-Stege.

## Stil
Artur Buschmann wurde von Rainer Zimmermann dem expressiven Realismus zugeordnet. Hans Georg Fellmann beschrieb ihn in einem 1946 veröffentlichten Artikel der Wochenzeitung Die Zeit als „Repräsentant[en] einer glücklichen Mischung gedanklicher Tiefe und schöner Farb- und Formgebung“. Er arbeitete üblicherweise mit realen Motiven und hob deren Elemente in vielen Werken übersteigert hervor. Abstrakten Formen von Malerei ging er hingegen nicht nach. Neben der Malerei fertigte der gelernte technische Zeichner auch Grafiken an.

## 1937 als „entartet“ beschlagnahmte und vernichtete Druckgrafiken Buschmanns
- Leistung (Holzschnitt, 36,2 × 24 cm)
- Orgelspieler
- Disteln
- Schiller
- Gärtnerin
- Komposition
- Lob der Arbeit